# Liste der Bodendenkmale in Brockel
In der Liste der Bodendenkmale in Brockel sind alle Bodendenkmale der niedersächsischen Gemeinde Brockel aufgelistet. Die Quelle ist der Denkmalatlas Niedersachsen. 
Der Stand der Liste ist der 24. November 2024.
Allgemein

Brockel im Landkreis Rotenburg (Wümme)

In den Spalten finden sich folgende Informationen des Bodendenkmales:
Lagegeographische Koordinaten
BezeichnungBezeichnung lt. Denkmalatlas
BeschreibungBeschreibung lt. Denkmalatlas
IDObjekt-ID
BildBild, ggf. zusätzlich mit Link zu weiteren Fotos im Medienarchiv Wikimedia Commons.

## Bellen
| Lage                       | Bezeichnung         | Beschreibung                                  | ID       | Bild |
| -------------------------- | ------------------- | --------------------------------------------- | -------- | ---- |
| 53° 4′ 11″ N, 9° 33′ 32″ O | Bellen 1, Grabhügel | Durchmesser ca. 19 × 14 m und Höhe ca. 1,1 m. | 28976542 | BW   |

## Brockel
| Lage                       | Bezeichnung           | Beschreibung | ID       | Bild |
| -------------------------- | --------------------- | --- | -------- | ---- |
| 53° 5′ 25″ N, 9° 33′ 6″ O  | Brockel 2, Grabhügel  | Durchmesser ca. 14 m und Höhe ca. 0,9 m. | 28976763 | BW   |
| 53° 4′ 32″ N, 9° 32′ 36″ O | Brockel 5, Grabhügel  | Durchmesser ca. 14 m und Höhe ca. 1,5 m. Auf Düne aufgesetzt. Quer durch den Hügel von Norden nach Süden ein breiter, tiefer Graben. | 28976664 | BW   |
| 53° 5′ 6″ N, 9° 33′ 15″ O  | Brockel 28, Grabhügel | Durchmesser ca. 18 m und Höhe ca. 2,5 m. Plateauartig mit steilen Rändern. Dm. des Plateaus: 11 m. Auf dem Hügel sollen sich die Bewohner des adligen Gutes Trochel früher vergnügt haben. Nach Angaben des Försters Notwehr soll der Hügel von den adligen Besitzern des Gutes Trochel erhöht und abgeflacht worden sein, um bei großen Jagden auf der Kuppe Platz für die Jagdhornbläser zu haben. | 28976760 | BW   |
| 53° 5′ 8″ N, 9° 32′ 57″ O  | Brockel 38, Sonstiges | Dm. (N-S) ca. 14 m, (O-W) ca. 13 m; H. (im W) 1,5 m, (im O) bis 1,9 m. Fast rund. Kuppe plateauförmig. Dieser Hügel liegt auf kleiner Erhöhung unmittelbar nördlich eines Zuflusses zum Trochelbach. Von diesem Zufluss führt ein Graben in unterschiedlichen Abstand rings um die Anlage und trifft dann wieder auf den Trochelbach. Vermutlich ein Aussichtspunkt innerhalb des ehemaligen Gutsparkes. Das Forsthaus Trochel war früher ein adeliges Gut, zunächst vermutlich der von Trochel (im 14. Jh.). Im 16. Jh. besaßen es die von Zahrenhusen, 1598 kam es in Besitz der von Hohnhorst. Später gelangte es an die von Lützow und die Grafen von Killmannsegge und schließlich wurde es an den Obristen von Scheiter verkauft. | 28976654 | BW   |
| 53° 4′ 33″ N, 9° 32′ 38″ O | Brockel 39, Grabhügel | Durchmesser ca. 10 m und Höhe ca. 0,6 m. | 28976655 | BW   |
| 53° 4′ 53″ N, 9° 32′ 8″ O  | Brockel 40, Grabhügel | Durchmesser (N-S) 8 m, (O-W) 10 m; Höhe ca. 1 m. | 28976769 | BW   |
| 53° 4′ 37″ N, 9° 32′ 55″ O | Brockel 43, Grabhügel | Durchmesser ca. 7 m und Höhe ca. 0,6 m. | 28976644 | BW   |
| 53° 5′ 8″ N, 9° 32′ 34″ O  | Brockel 44, Sonstiges | Ehemals runde Aufschüttung von ca. 20 m Dm. Jetzt durch starke Abgrabung an der östlichen Seite länglich, ca. 20 – 12 m, H. ca. 2,5 m. Vermutlich Aussichtspunkt innerhalb des ehemaligen Gutsparkes. Das Forsthaus Trochel war früher ein adeliges Gut, zunächst vermutlich der von Trochel (im 14. Jh.). Im 16. Jh. besaßen es die von Zahrenhusen, 1598 kam es in Besitz der von Hohnhorst. Später gelangte es an die von Lützow und die Grafen von Kielmannsegge und schließlich wurde es an den Obristen von Scheiter verkauft. | 28976645 | BW   |

### Brockel 11
- ID:28976662
- Gruppe von ehemals mindestens elf Grabhügeln, von denen sieben im Wald erhalten sind. Sie haben Durchmesser zwischen 9 und 15 m und Höhen von 0,7 bis 1,3 m. Drei Hügel im Norden der Gruppe sind im Acker überpflügt und obertägig zerstört.

| Lage                       | Bezeichnung | Beschreibung | ID       | Bild |
| -------------------------- | ----------- | --- | -------- | ---- |
| 53° 6′ 37″ N, 9° 30′ 6″ O  | Brockel 14  | Durchmesser ca. 13 m und Höhe ca. 0,8 m. An Südhälfte ist 1/3 durch den Feldweg zerstört. | 28976537 | BW   |
| 53° 6′ 36″ N, 9° 30′ 9″ O  | Brockel 15  | Durchmesser ca. 13 m und Höhe ca. 1,3 m. | 28976538 | BW   |
| 53° 6′ 34″ N, 9° 30′ 10″ O | Brockel 16  | Durchmesser ca. 13 m und Höhe ca. 1,3 m. | 28976766 | BW   |
| 53° 6′ 36″ N, 9° 30′ 3″ O  | Brockel 17  | Durchmesser ca. 11 m und Höhe ca. 0,8 m. | 28976767 | BW   |
| 53° 6′ 35″ N, 9° 30′ 2″ O  | Brockel 18  | Durchmesser 12 × 19 m (NW-SO); Höhe 1,1 m. Länglich-oval. | 28976768 | BW   |
| 53° 6′ 33″ N, 9° 30′ 3″ O  | Brockel 20  | Durchmesser ca. 11 m und Höhe ca. 0,8 m. | 28976657 | BW   |
| 53° 6′ 35″ N, 9° 30′ 3″ O  | Brockel 37  | Durchmesser ca. 15 m und Höhe ca. 1 m, rund. Gleichmäßig gewölbt, Rand auslaufend. Südöstliches Drittel durch Weg zerstört. Im Zentrum eine muldenförmige Eingrabung von 0,5 × 0,8 m und T. 0,3 m. 1986 wurde der zerstörte Bereich untersucht. Es zeigten sich Spuren eines Kreisgrabens, der aber auch durch das Ausheben eines Steinkranzes entstanden sein könnte. | 28976653 | BW   |